# Mięsień przywodziciel kciuka

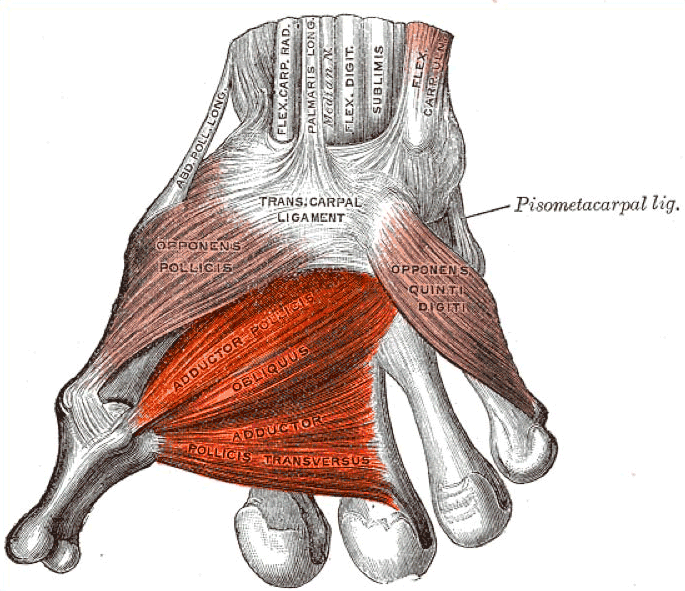
Mięsień przywodziciel kciuka oznaczony na czerwono

Mięsień przywodziciel kciuka (łac. musculus adductor pollicis) – w anatomii człowieka położony najgłębiej i najbardziej przyśrodkowo, największy, trójkątny mięsień kłębu. W części proksymalnej rozpoczyna się dwiema głowami: głowa skośna, mała i wąska, posiada przyczep zlokalizowany w obrębie bruzdy nadgarstka na kości główkowatej, przylegających do siebie powierzchni II i III kości śródręcza i na więzadle promienistym nadgarstka; głowa poprzeczna, większa, rozpoczyna się na przedniej powierzchni trzonu III kości śródręcza. W dalszej części obie głowy mięśnia biegną bocznie nad przestrzenią międzykostną I i II przechodząc we wspólne ścięgno obejmujące trzeszczkę łokciową, zakończone na podstawie paliczka bliższego kciuka i rozcięgnie grzbietowym prostowników.
Unaczyniony jest przez łuk dłoniowy głęboki, a unerwiony przez gałąź głęboką nerwu łokciowego (czasem też gałąź nerwu pośrodkowego).
Jego funkcją jest przywodzenie kciuka w stawie nadgarstkowo-śródręcznym, przeciwstawianie go pozostałym palcom i zginanie kciuka w stawie śródręczno-paliczkowym.